# 15 Hudson Yards
15 Hudson Yards (auch unter dem Namen Tower D und Culture Tower bekannt) ist ein Wolkenkratzer in New York City. Er ist Teil des Städtebauprojektes Hudson Yards auf der West Side von Manhattan.

## Beschreibung
Der Wohnturm steht als Teil eines Hochhauskomplexes im neu ausgewiesenen Viertel Hudson Yards im Stadtteil Chelsea in Midtown Manhattan. Das Projekt wurde erstmals im Sommer 2011 der Öffentlichkeit präsentiert. Der Name leitet sich vom Hudson River, an deren Ufer das Hochhaus errichtet wurde, sowie vom Bahndepot „West Side Yard“ der Metropolitan Transportation Authority (MTA) ab. Der Turm steht an der Ecke 11th Avenue und West 30th Street. Entlang der 30th verläuft die Parkanlage High Line und passiert dabei 15 Hudson Yards. Der hier entstandene große Gebäudekomplex ähnelt dem des neuen World Trade Centers.
15 Hudson Yards ist als reiner Wohnturm konzipiert, ist 278,6 Meter (914 Fuß) hoch und zählt 70 Stockwerke (Marketing: 88). Entworfen wurde der Wolkenkratzer von Diller Scofidio + Renfro und David Rockwell, in Zusammenarbeit mit Ismael Leyva Architects. Der Wohnturm zeichnet sich durch sein organisch anmutendes Design in der Skyline von New York aus. Insgesamt sind 285 Wohneinheiten als Eigentumswohnungen entstanden. Des Weiteren verfügt das Gebäude über einen 24-Stunden-Concierge-Service, sowie einen 23 m langen Pool und eine Garage exklusiv für seine Bewohner. In der Nachhaltigkeit erhielt der Wolkenkratzer die LEEDv4 Gold-Zertifizierung.
Mitte November 2014 wurden erste Senkkästen platziert, womit offiziell der Bau begann. Der Turm erreichte im Februar 2018 seine endgültige Höhe und wurde am 15. März 2019 als erster Wohnturm im Komplex eröffnet. Neben dem Gebäude entstand das Kulturzentrum The Shed, mit dem es baulich verbunden ist. Nördlich angrenzend liegt der Park „Backyard at Hudson Yards“ mit der Skulptur Vessel als Besuchermagnet.

## Galerie

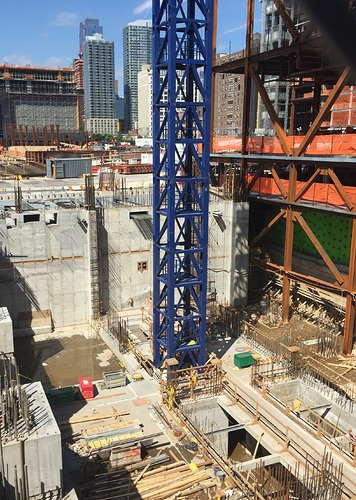
15 Hudson Yards in Bau am 19. Juni 2016
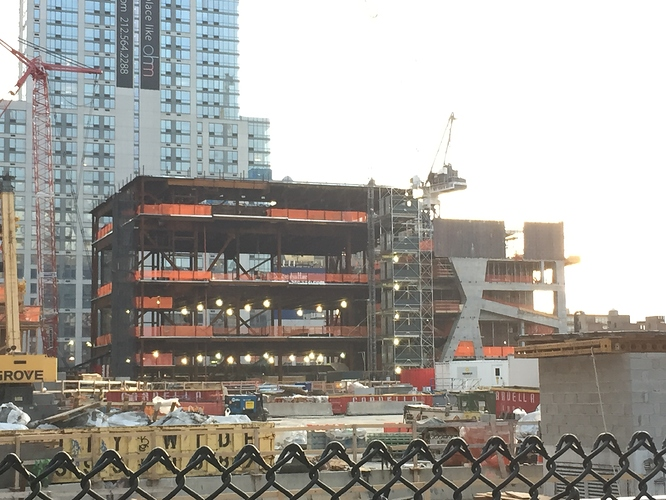
Der Baufortschritt am 27. Oktober 2016
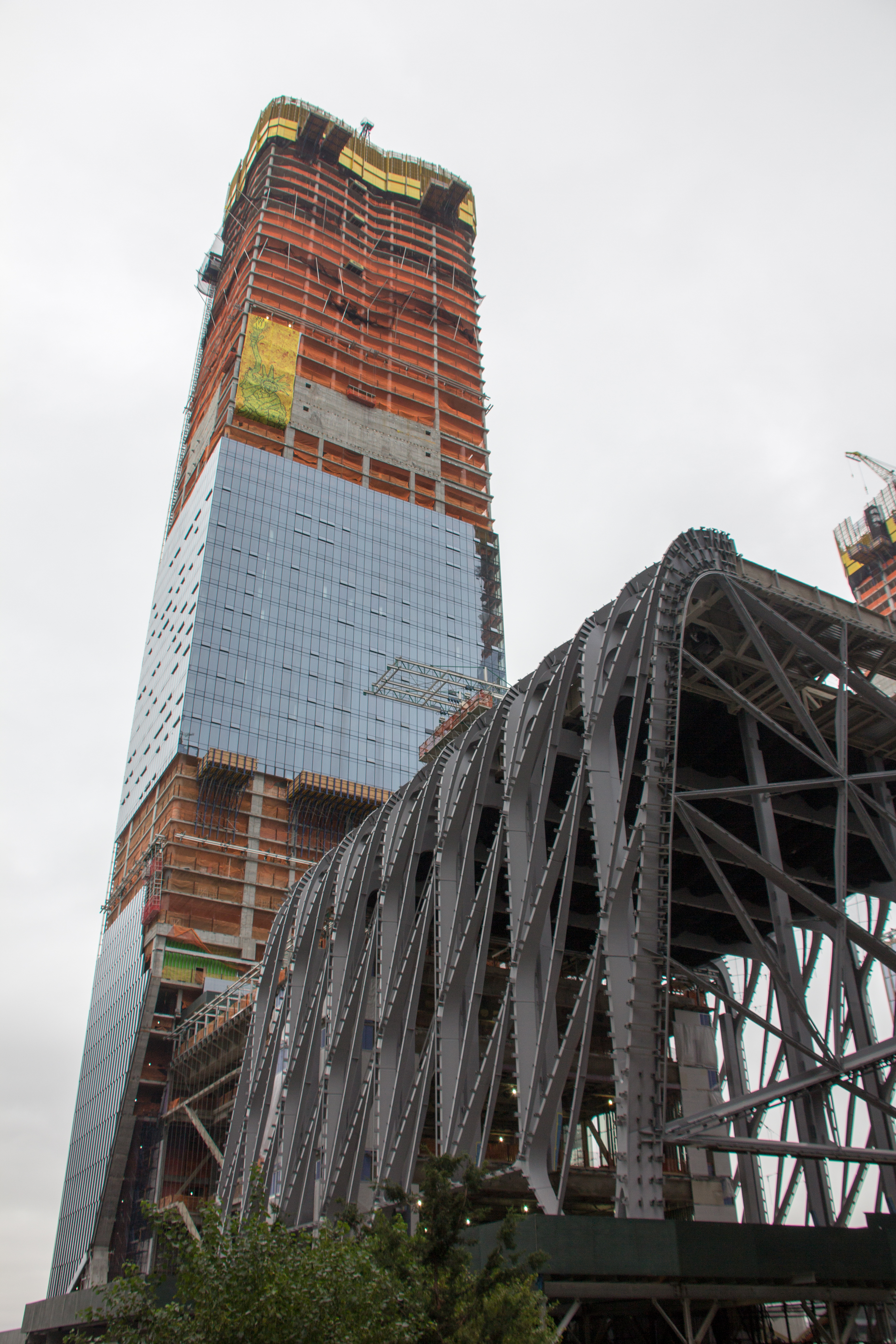
15 Hudson Yards und The Shed Ende 2017
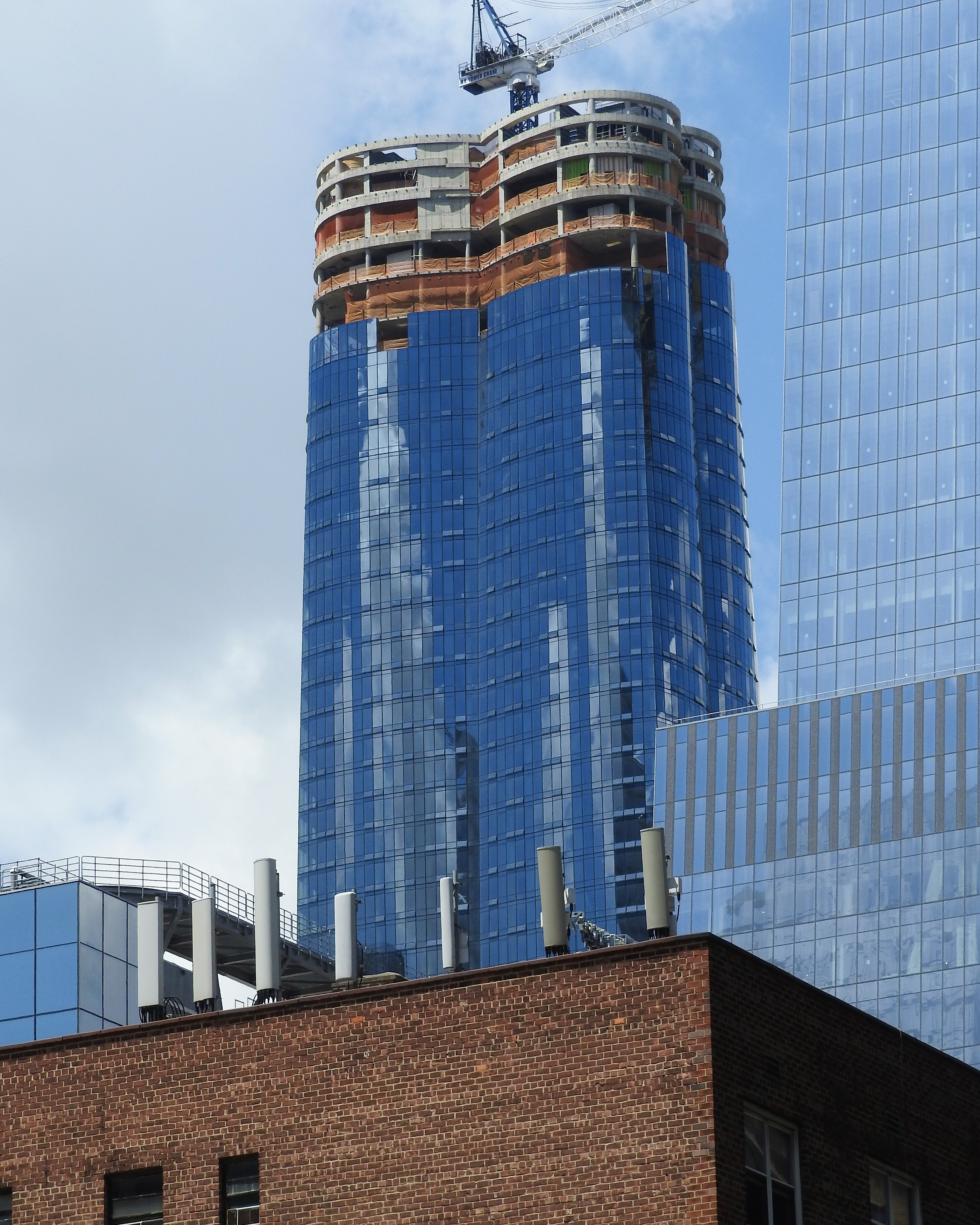
Baufortschritt am 5. Juli 2018
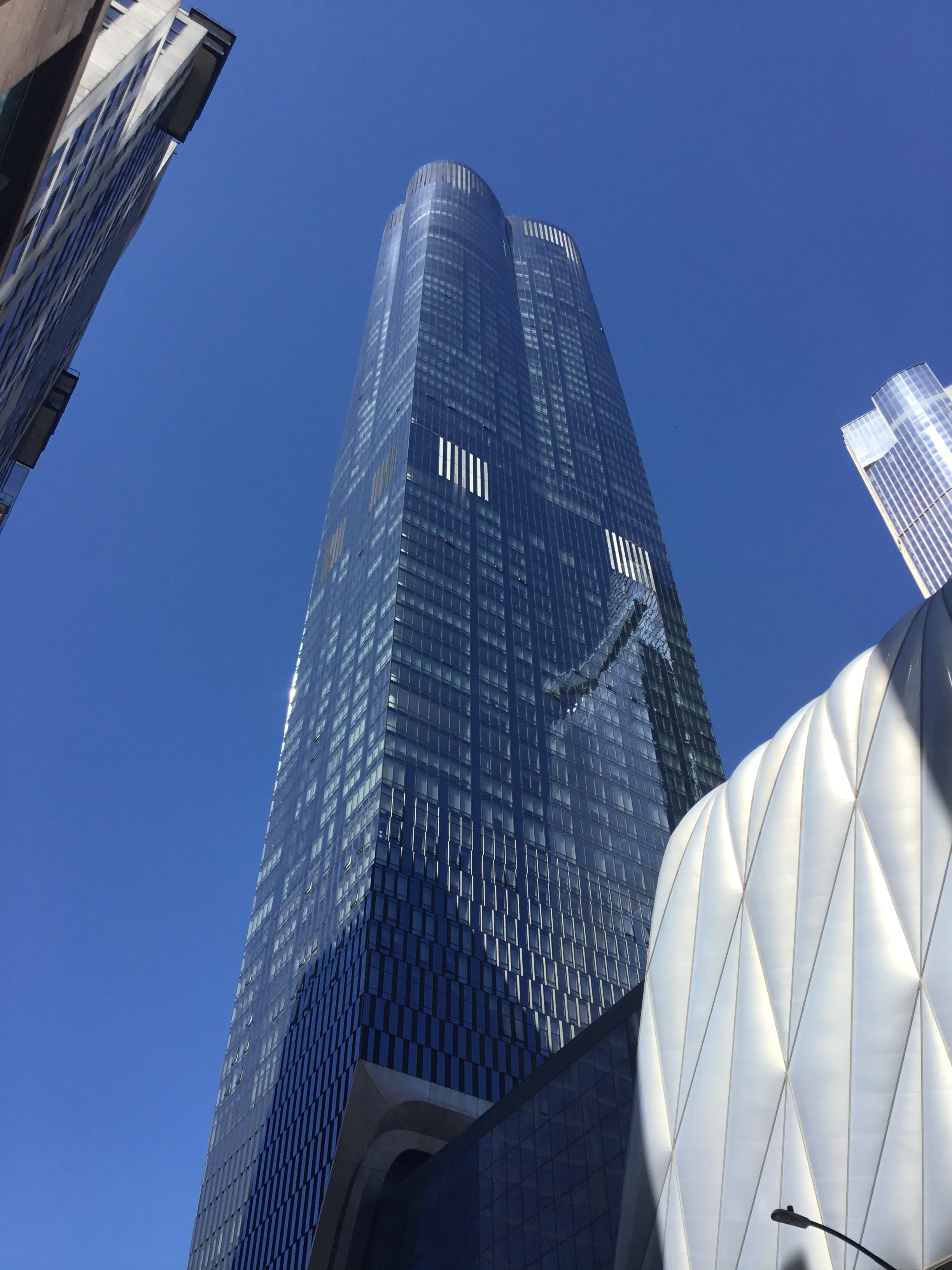
15 Hudson Yards und The Shed im Jahr 2021